# Jens Sülzenfuß
Jens Sülzenfuß (* 12. Februar 1939 in Ludwigshafen am Rhein; † vor dem 6. März 2016 in Hamburg) war Autor und Sprecher von Jazz-Sendungen beim Norddeutschen Rundfunk.

## Leben

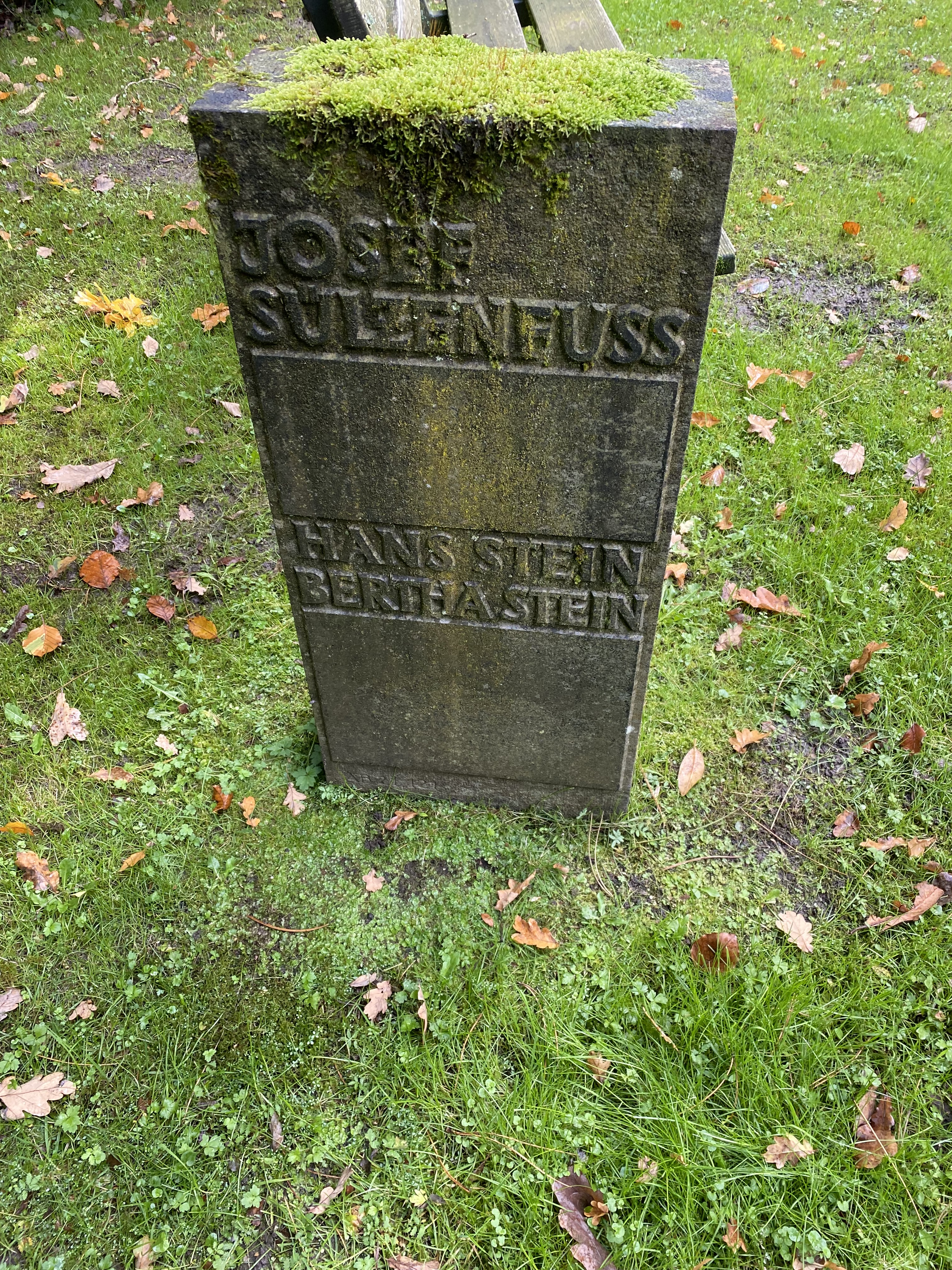
Familiengrabstätte auf dem Friedhof Ohlsdorf

Jens Sülzenfuß arbeitete in der Werbebranche, zunächst als Grafiker, dann auch als Texter. Zudem wirkte er als Sprecher in Rundfunk-Werbespots mit. Er gestaltete Schallplattencover, so 1979 für das Album Expressly Ellington des Trios Al Haig Jamil Nasser und Art Themen und 1983 für das Album Im Hamburger Federbett von Wolf Biermann unter Verwendung von Goyas Lithographie Der Schlaf der Vernunft gebiert Ungeheuer. Als Schlagzeuger wirkte Sülzenfuß 1983 an der Single Die Zubi-Singers mit.
Unter der Redaktion Michael Nauras startete Sülzenfuß 1983 im Norddeutschen Rundfunk die Sendereihe „Zeit für Bebop“, worin er in über 100 Folgen die Entstehung dieses Jazzstils nachzeichnete. Daran anschließend folgten Sendereihen über Swing, Cool Jazz und Hardbop. Er moderierte sodann zahlreiche Jazzsendungen mit Musikerporträts und -interviews. Einen Schwerpunkt bildete weiterhin der klassische und frühe moderne Jazz.
Sülzenfuß besaß eine Sammlung von mindestens ca. 25.000 Schallplatten und CDs. Er wirkte über drei Jahrzehnte lang als Hörfunk-Moderator an insgesamt über 1000 Jazzsendungen mit. Er produzierte bis zuletzt und starb 77-jährig in seinem Haus in Hamburg-Fuhlsbüttel, wo er am 6. März 2016 aufgefunden wurde. Beigesetzt wurde er in der Familiengrabstätte auf dem Friedhof Ohlsdorf im Planquadrat AB 21. Sein Name steht nicht auf dem Grabstein.